# Csillagkapu: Az igazság ládája
A Csillagkapu: Az igazság ládája (Stargate: The Ark of Truth) 2008-ban bemutatott kanadai–amerikai sci-fi film, írója és rendezője Robert C. Cooper. A csak DVD megjelenésre készült film a Csillagkapu sorozat Ori-történetszálának folytatása, melynek eseményei a Csillagkapu sorozat vége után, de a Csillagkapu: Atlantisz című spin-off sorozat negyedik évadja előtt történnek.
A film 2008. március 11-én került forgalomba 1-es régiókóddal, majd március 24-én került adásba a Sky One csatornán. Ezután április hónapban 2-es és 4-es régiókóddal is forgalomba került. Szeptember 13-án a Space, 2009. március 27-én a Sci-Fi Channel tűzte műsorra. Magyarországon 2010. április 3-án az AXN SCI-FI-n került bemutatásra.

## Ismertető
|  | Alább a cselekmény részletei következnek! |

Daniel Jackson tudomást szerez a Láda létezéséről, így a csapat a keresésére indul. Felfedeznek egy olyan ládát, amiről úgy gondolják, hogy az a „Armeria Verimas”, az Igazság Ládája. Mielőtt ki tudnák nyitni, az Ori katonák megérkeznek és a csapat megadni kényszerül magát. Tomin, a katonák vezetője, erőszakkal kinyittatja a ládát, de csak egy tekercset találnak benne. Amikor Tominnak megparancsolja egy Hírnök, hogy ölje meg őket, ellenáll, majd Mitchell megöli a Hírnököt, akinek a hatalmát blokkolta a hírnök-ellenes eszköz. Ezután Tomin, Vala férje, megadja magát a CSK-1-nek és felajánlkozik, hogy elvezeti a csapatot egy földalatti mozgalomhoz és egy olyan helyre, melyet Ortus Mallum néven emlegetnek. Ez valószínűleg azonos azzal a hellyel, ahol az Alterraiak és az Ori útja végleg elvált, és ahol a Ládát elrejtették. Rájönnek, hogy ez a hely az Ori galaxisban van, ahová tervük szerint az Odüsszeiával indulnak útnak. Nem tudván, hogy az Ori valóban halott-e, hamar rájönnek, hogy az ellenséges területre indított küldetésük, hogy megakadályozzák újabb Ori hajók átküldését a mi galaxisunkba, valószínűleg elég rövid és eredménytelen lesz. Indulásuk után a Parancsnokságra egy hírnök érkezik, felajánlva a Földnek a teljes megadást, és behódolást.
A helyzetet fokozza James Marrick, az IOA képviselője is, aki szerint Tomin egyáltalán nem az igazat mondja… és az Odüsszeia, ami megkapta az Asgard örökséget, az Asgard magot, amit Marrick aktivál, ezért Ori hajók várhatóak. Ezenkívül még Marricknek az asgard mag technológiájával létrehoz egy egy Replikátort, ugyanis az IOA titkos terve az, hogy rászabadítják a replikátorokat az Ori galaxisra.
Közben a bolygón Daniel megtalálja a ládát, azonban Ori katonák elfogják őket. Teal'c súlyosan megsérül a harcban, de emberfeletti kitartásának hála eljut Celestis mezőire, hogy kiszabadítsa társait. Azonban sérülése olyan súlyos, hogy nem tudja folytatni az utat. Ekkor Morgan Le Fay meggyógyítja, aki szakítva az Ősök szabályaival megmutatja Valának a Ládát aktiváló szimbólumokat, ami ironikusan az „eredet” szó, de az Alterraiak nyelvének egyik régi dialektusában. Daniel aktiválja a ládát, és a Doci, az Ori Hírnökök „főnöke” belenéz a Ládába és megismeri az igazságot az Ori valódi céljairól. Ekkor közte és az Ori galaxisban levő Hírnökök közötti szubtéri kapcsolatnak hála minden Hírnök megtudja ugyanezt, és ennek köszönhetően Adria hatalma jelentősen meggyengült, mert részben a Hírnökök hite az, melyből erejét meríti. Morgan Le Fay és Adria összecsapnak egymással, és látszólag megsemmisítik egymást.
A csapat visszatérve a Földre kinyitja a ládát a Földre érkezett Hírnök jelenlétében. A galaxisban élő Hírnökök így értesülvén az igazságról galaxis-szerte visszarendelik az Ori hajókat. Ezzel az Ori fenyegetés örökre megszűnt.

## Szereplők
- Ben Browder – Cameron Mitchell alezredes (magyar hangja Bozsó Péter)
- Amanda Tapping – Samantha Carter alezredes (magyar hangja Spilák Klára)
- Christopher Judge – Teal’c (magyar hangja Bognár Tamás)
- Michael Shanks – Dr. Daniel Jackson (magyar hangja Holl Nándor)
- Beau Bridges – Hank Landry tábornok (magyar hangja Uri István)
- Claudia Black – Vala Mal Doran (magyar hangja Balogh Erika)
- Currie Graham – James Marrick (magyar hangja Lippai László)
- Morena Baccarin – Adria (magyar hangja Bánfalvi Eszter)
- Tim Guinee – Tomin (magyar hangja Szatmári Attila)
- Julian Sands – Doci (magyar hangja Németh Gábor)
- Sarah Strange – Morgan le Fay (magyar hangja Kiss Virág Magdolna)
- Michael Beach – Abe Ellis ezredes (magyar hangja Csík Csaba Krisztián)
- Doug Abrahams – Hírnök (magyar hangja Várday Zoltán)
- Gary Jones – Walter Harriman őrmester
- Eric Breker – Reynolds ezredes
- Matthew Walker – Merlin
- Fabrice Grover – Amelius
- Spencer Maybee – Binder százados

## Forgatás
A film a Csillagapu sorozat Ori-történetszálának folytatása, mely a 9. évad Avalon című epizódjában kezdődött. A film eseményei Robert C. Cooper rendező eredeti tervei szerint egy 5-6 részen át futó eseménysorozat lett volna a 10. évad végén és a 11. évad elején, azonban a sorozatot 2006 augusztusában törölte a Sci-Fi Channel. A 10. évad vége az Igazság ládája körül forgott volna. A terv az volt, hogy a CSK-1 megtudja, hogy a szerkezet az Ori galaxisban van és segítségével megállíthatják az Ori csapatok keresztes hadjáratát. Az Odüsszeusz átvitte volna őket a szuperkapun át az Ori galaxisba. Azonban a Sci-Fi Channel a sorozat lezárását akarta, és a producereknek sem idejük, sem kedvük nem ehhez, ezért a sorozat befejező epizódjaként a Vég nélkül című rész készült. A film eseményei időrendben a Vég nélkül című epizód után és a Csillagkapu: Atlantisz negyedik évadja elé tehetők.
A forgatás 2007 áprilisában kezdődött. A produkciót 7 millió dollárból készítették. Joel Goldsmith komponálta a film zenéjét, a sorozat zenéjével ellentétben zenekar által játszott, és nem mesterséges zenével.
Az Ori történetszál felgöngyölítése mellett a film célja az volt, hogy átmenetet indítson a sorozatból egy a CSK-1 tagjai köré összpontosuló film sorozathoz. Egyes jeleneteket a következő, a Csillagkapu: Continuum című film jeleneteivel együtt vettek fel. A DVD-n hallható audiokommentár szerint az Igazság ládája végén egy átvezető jelenet lett volna a folytatásba, de az ötletet végül elvetették, mert úgy érezték, túl sok végkifejlete lenne a filmnek.

## Fogadtatás
A filmnek egy még befejezetlen verziója a forgalomba hozatal előtt kikerült az internetre 2007. december közepén, befejezetlen különleges effektekkel, stáblista nélkül.
A hivatalos forgalmazás 2008. március 11-én kezdődött – először csak 1-es régiókóddal –, majd a Sky One csatorna tűzte műsorra március 24-én. Ezt követően a boltokba került 2-es és 4-es régiókóddal áprilisban. A DVD-re több audiokommentár került, Robert C. Cooper, Peter Woeste és Christopher Judge is kommentált; egy harminc perces „kulisszák mögött” program; a 2007-es Comic-Con eseményei, valamint az Ori történetszálnak egy kilencperces összefoglalója.
A DVD megjelenésnek csak a kölcsönzési díjai az Egyesült Államokban az első héten 1,59 millió dollárt hoztak az MGM/Fox számára, majd újabb 1,38 milliót a második, és 1,19 milliót a harmadik héten, összesen 4,16 milliót dollárt. A DVD eladások pedig 9 millió dolláros bevételt jelentettek a forgalmazóknak.